# Saint-Simeux
Saint-Simeux ist eine Ortschaft und eine Commune déléguée in der französischen Gemeinde Mosnac-Saint-Simeux mit 545 Einwohnern (Stand 1. Januar 2022) im Département Charente in der Region Nouvelle-Aquitaine (vor 2016 Poitou-Charentes). Die Einwohner werden Saint-Simeusiens  genannt.
Die Gemeinde Saint-Simeux wurde am 1. Januar 2021 mit Mosnac zur Commune nouvelle Mosnac-Saint-Simeux zusammengeschlossen. Sie hat seither den Status einer Commune déléguée. Die Gemeinde Saint-Simeux gehörte zum Arrondissement Cognac und zum Kanton Charente-Champagne.

## Lage
Saint-Simeux liegt etwa 18 Kilometer westsüdwestlich von Angoulême an der Charente, die die Gemeinde im Osten begrenzt. Umgeben wurde Saint-Simeux von den Nachbargemeinden Moulidars im Norden, Champmillon im Osten, Mosnac im Osten und Südosten, Châteauneuf-sur-Charente im Süden, Angeac-Charente im Westen sowie Vibrac im Westen und Nordwesten.

## Bevölkerungsentwicklung
| Jahr                       | 1962 | 1968 | 1975 | 1982 | 1990 | 1999 | 2006 | 2013 |
| Einwohner                  | 411  | 374  | 345  | 366  | 456  | 452  | 493  | 594  |
| Quellen: Cassini und INSEE |      |      |      |      |      |      |      |      |

## Sehenswürdigkeiten
- Kirche Saint-Siméon aus dem 12. Jahrhundert, 1867–1868 wieder errichtet
- Haus Tourteron mit Pforte (1592) und Portal (1636)

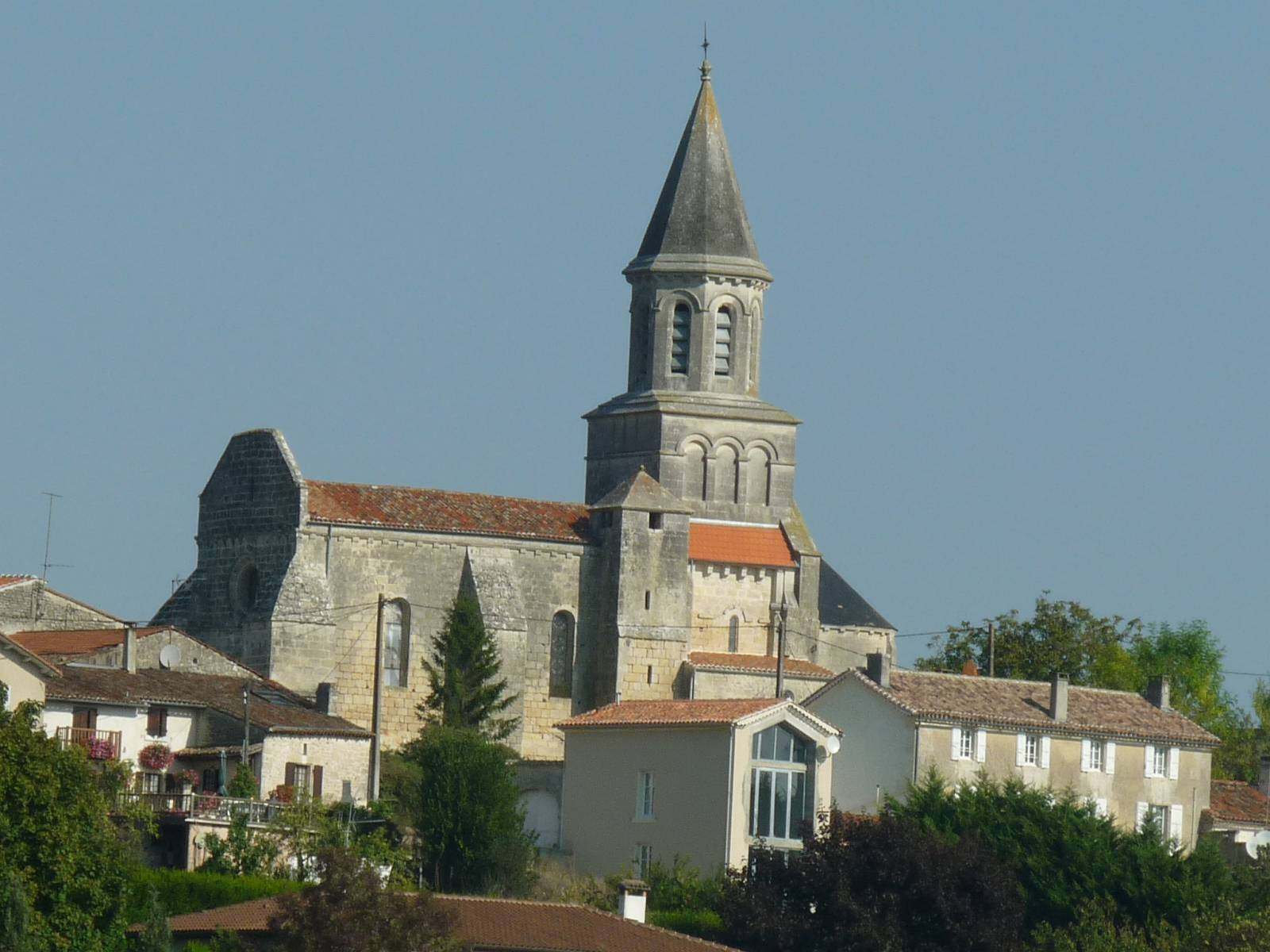
Kirche Saint-Siméon